# Базиліка Нептуна

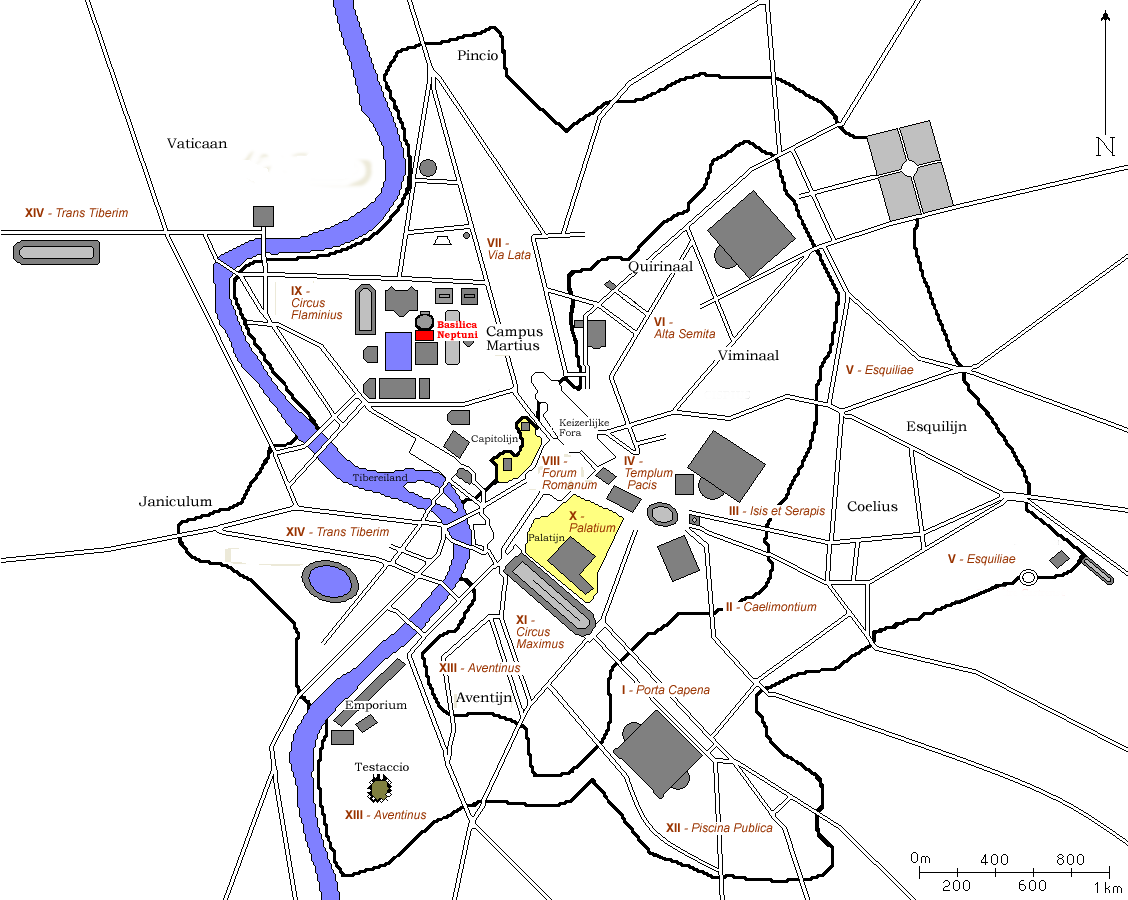
Базиліка Нептуна (позначено червоним кольором)

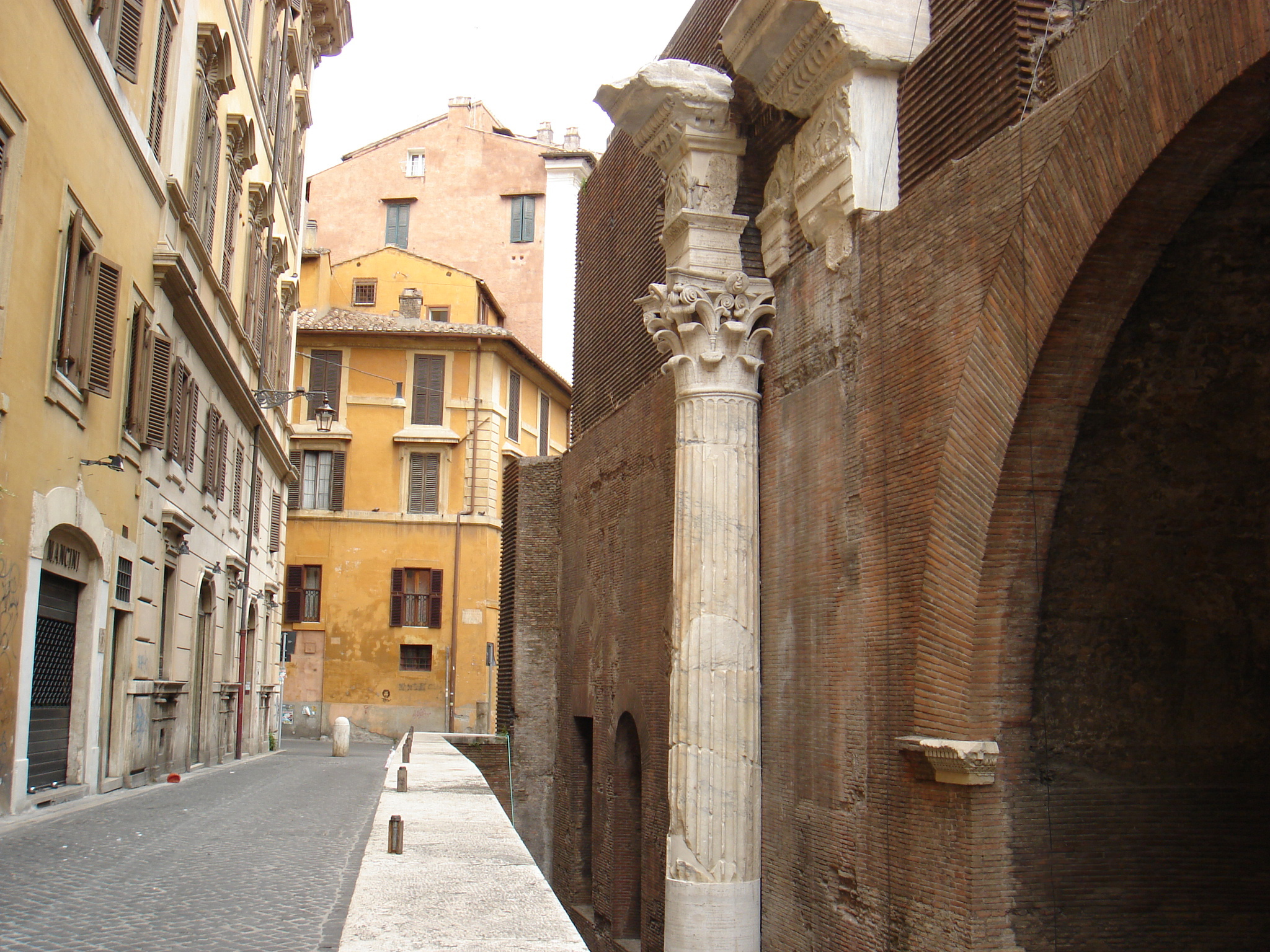
Рештки базиліки Нептуна

Базиліка Нептуна (лат. Basilica Neptuni) — базиліка в Стародавньому Римі, яку зведено на честь своїх морських перемог Марком Віпсанієм Агріппою у 25 до н. е. Отримала назву на честь статуї Нептуна (за іншою версією храму чи святилища).

## Історія
Будівництво базиліки відбулося на честь перемог Марка Віпсанія Агріппи у 36 до н. е. над Секстом Помпеєм та 31 до н. е. при Акціумі. Розпочато у 33 до н. е. за наказом Марка Віпсанія Агріппи під час еділітета. Фінансувався за власний кошт останнього та з іллірійської здобичі Октавіана Августа.
Сильно постраждала під час пожежі в часи володарювання імператора Тита. Відновлена за наказом імператора Доміціана. Втім значну реконструкцію базиліки була проведено в часи імператора Адріана. З цього моменту до часів пізньої імперії вона не ремонтувалася. Поступова руйнувалася, особливо з початком християнізації, до часів Середньовіччя перетворилася на руїни. Частини базиліки були використані папою римським Миколаєм V для прикрашення Ватиканського палацу.

## Опис
Розташовувався на Марсовому полі, поруч із Септою Юлія та Пантеоном. Ймовірно на місці або десь поруч була статуя або святилище бога Нептуна. Тому це місце було обрано як базиліка. Від початкової будівлі Агріппи залишилася замало частин після реконструкції Адріана.
Базиліка була завдовжки 100 м, прямокутною, з 2 прямокутними нішами в коротких стінах та 2 напівкруглих апсид на довгих стінах. Дах складався з 3 частин, його підкріплювали 4 коринфськими корінфами. На довгому мармуровому фризі були зображені морські перемоги Віпсанія. Сьогодні знаходиться в музеї мистецтв Пізи. Вікна розташовувалися в бік Пантеону. Вихід розташовувався з південної сторони — у бік терм Агріппи. Східна стена межувала з портиком аргонавтів.